# Sơn nguyên Iran

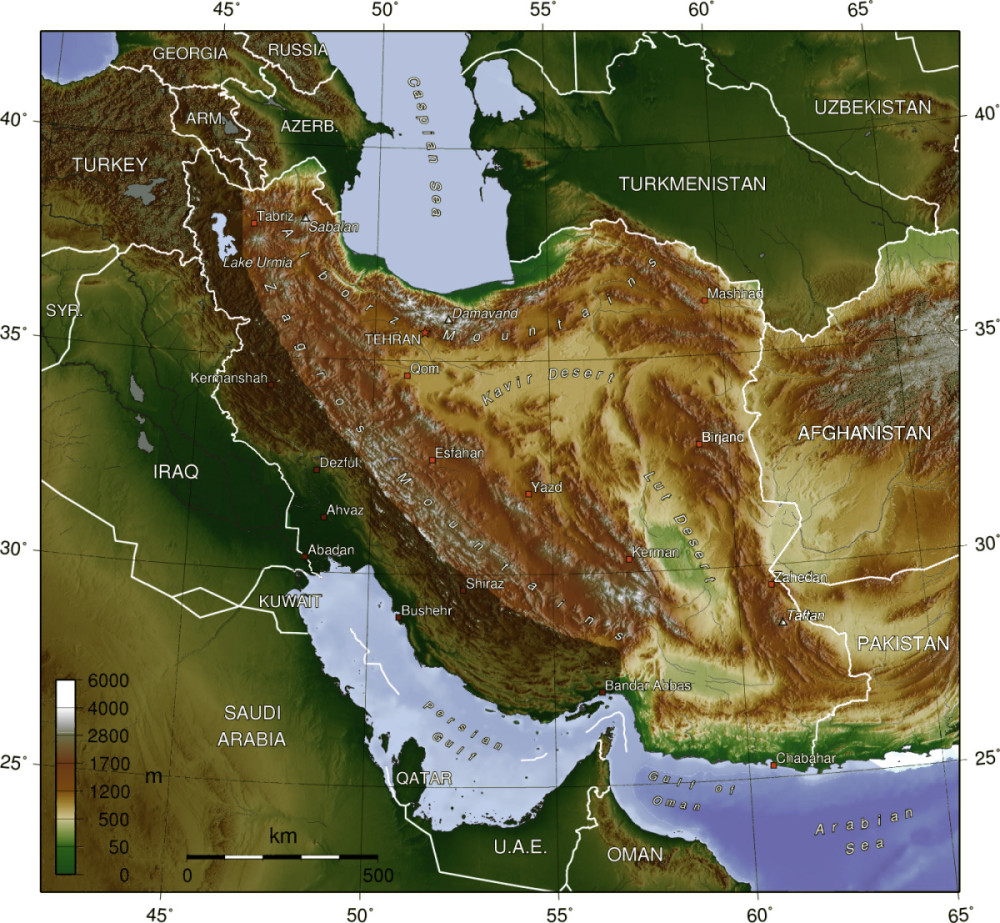
Bản đồ địa hình với sơn nguyên Iran nối Bán đảo Tiếu Á ở phía tây với Hindu Kush và Himalaya ở phía đông.

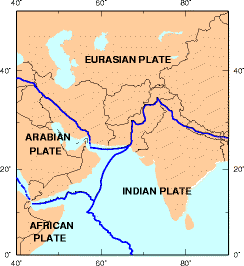
Biểu đồ đơn giản chỉ ra ranh giới các mảng kiến tạo Á-Âu, châu Phi, Ả Rập và Ấn Độ.

Sơn nguyên Iran hay cao nguyên Iran là một thành hệ địa chất tại khu vực tây nam Á, Nam Á và Kavkaz. Nó là một phần của mảng Á-Âu bị chèn giữa mảng Ả Rập và mảng Ấn Độ, nằm giữa dãy núi Zagros ở phía tây, biển Caspi và dãy núi Kopet Dag ở phía bắc, eo biển Hormuz và biển Ả Rập ở phía nam và Hindu Kush ở phía đông.
Là một khu vực lịch sử, nó bao gồm Parthia, Media và Đông Ba Tư, vùng đất trung tâm của Đại Ba Tư (chủ yếu là Iran, Afghanistan, Pakistan phía tây sông Ấn).
Dãy núi Zagros tạo thành ranh giới phía tây của sơn nguyên Iran và vùng sườn núi phía đông của nó cũng có thể gộp vào trong thuật ngữ này. Encyclopedia Britannica loại bỏ "vùng đất thấp Khuzestan" một cách rõ ràng và miêu tả đặc điểm của Elam như là sự mở rộng của "khu vực từ đồng bằng Mesopotamia tới sơn nguyên Iran".
Từ biển Caspi ở phía tây bắc tới Balochistan ở đông nam, sơn nguyên Iran trải dài trên gần 2.000 km. Nó bao gồm phần lớn Iran, Afghanistan và một phần đáng kể của Pakistan trên khu vực gần chính xác như là tứ giác tạo thành từ bốn thành phố Tabriz (tây bắc Iran), Shiraz (tây nam Iran), Turbat (tây nam Pakistan) và Kabul (đông Afghanistan), với diện tích khoảng 3,7 triệu km² (1,5 triệu dặm vuông Anh). Cho dù đôi khi được gọi là "cao nguyên", nhưng nó không được bằng phẳng lắm mà chứa một vài dãy núi, với đỉnh cao nhất là Damavand trong dãy núi Alborz có độ cao 5.610 m (18.406 ft) trong khi bồn địa Lut ở phía đông Kerman tại Trung Iran lại nằm ở độ cao nhỏ hơn 300 m. Do đó tên gọi sơn nguyên Iran tỏ ra chính xác hơn.

## Địa chất
Trong địa chất, vùng sơn nguyên của Iran chủ yếu được hình thành do các địa thể Gondwana bồi tụ giữa nền Turan ở phía bắc và phay nghịch chờm Zagros Chính, một đới ráp nối giữa mảng kiến tạo Ả Rập chuyển động về phía bắc và mảng Á-Âu, và được gọi là sơn nguyên Iran. Nó là khu vực được nghiên cứu khá kỹ về mặt địa chất do có sự quan tâm chung trong các vùng va chạm lục địa và do lịch sử lâu dài của Iran trong nghiên cứu địa chất, cụ thể là trong địa chất học kinh tế (mặc dù các bể dầu mỏ lớn của Iran không nằm trên sơn nguyên này).

## Địa lý
| Bắc Zagros Nam Zagros Alborz Urmia Kopet Dag Kavir Zayandeh Zard Kuh Lut Hamun Helmand Hazaran Barez Hamun Sistan Koh-i-Baba Sông Hari Mesopotamia Sông Ấn Amu Darya Caspi |

Sơn nguyên Ba Tư trong địa chất nói tới khu vực địa lý ở phía bắc của các dải núi gập nếp lớn tạo ra từ va chạm của mảng Ả Rập với mảng Á-Âu. Theo định nghĩa này, sơn nguyên Iran không che phủ vùng tây nam Iran. Nó trải dài từ tỉnh Đông Azerbaijan ở tây bắc Iran (Ba Tư) tới miền nam Afghanistan và Pakistan. Nó cũng bao gồm các phần nhỏ hơn của Azerbaijan và Turkmenistan. Các dãy núi của nó có thể được phân chia thành 5 tiểu khu vực chính:
- Dãy tây bắc Iran	
  - Sabalan 4.811 m (15.784 ft)
- Elburz
  - Damavand 5.610 m (18.406 ft)
- Sơn nguyên Trung Iran	
  - Kūh-e Hazār 4.500 m (14.764 ft)
  - Kuh-e Jebal Barez
- Dãy Đông Iran	
  - Kopet Dag
    - Kuh-e Siah Khvani 3.314 m (10.873 ft) 36°17′B 59°3′Đ / 36,283°B 59,05°Đ

  - Dãy Eshdeger
    - 2.920 m (9.580 ft) 33°32′B 57°14′Đ / 33,533°B 57,233°Đ
- Balochistan
  - Sikaram 4.755 m (15.600 ft) 34°2′B 69°54′Đ / 34,033°B 69,9°Đ
  - Kuh-e Taftan 3.941 m (12.930 ft) 28°36′B 61°8′Đ / 28,6°B 61,133°Đ
  - Zargun 3.578 m (11.739 ft) 30°16′B 67°18′Đ / 30,267°B 67,3°Đ

Các sông và bình nguyên:
- Sa mạc Kavir
- Sa mạc Lut
- Hồ Hamun
  - Sông Halil
- Gavkhouni
  - Sông Zayandeh
- Hồ Sistan
  - Helmand

## Lịch sử
Trong thời đại đồ đồng, Elam trải dài xuyên qua dãy núi Zagros, nối Mesopotamia (Lưỡng Hà) với sơn nguyên Iran. Các vương quốc Aratta được biết đến từ các nguồn văn tự hình nêm có thể đã nằm trên sơn nguyên Trung Iran.
Trong thời cổ đại, khu vực được biết đến như là Ba Tư (Persia) do nhà Achaemenid của Ba Tư đã khởi đầu tại khu vực Persia (tỉnh Fars ngày nay).
Từ Erān (do đó mà có Irān trong tiếng Ba Tư hiện đại) trong tiếng Trung Ba Tư bắt đầu được sử dụng để nói tới nhà nước (chứ không hẳn để chỉ tới sắc tộc) có từ thời kỳ nhà Sassanid (xem thêm Từ nguyên học của Iran).

## Khảo cổ
Các di chỉ khảo cổ và các nền văn hóa tại sơn nguyên Iran bao gồm:
- Sơn nguyên Trung Iran ("văn hóa Jiroft")
  - Shahr-i Sokhta
  - Konar Sandal
  - Tepe Yahya
- Văn minh sông Zayandeh
- Tappeh Sialk